# Coupe de France 1970/71
Der Wettbewerb um die Coupe de France in der Saison 1970/71 war die 54. Ausspielung des französischen Fußballpokals für Männermannschaften. In diesem Jahr meldeten 1.383 Vereine.
Titelverteidiger war die AS Saint-Étienne, die in diesem Jahr im Achtelfinale ausschied. Gewinner der Trophäe wurde Stade Rennes Université Club. Dies war der zweite Pokalsieg der Bretonen nach 1965 bei der vierten Finalteilnahme. Endspielgegner Olympique Lyon stand zum vierten Mal in einem Finale; anders als zuletzt 1967 beendete Olympique den Wettbewerb aber nur als „zweiter Sieger“.
Für unterklassige Mannschaften verlief diese Saison im Rahmen des Üblichen: mit AAJ Blois, US Dunkerque und AS Monaco scheiterten die letzten drei Zweitdivisionäre im Viertelfinale. Bereits eine Runde davor waren die beiden besten Amateurteams, CA Mantes und Rapid Omnisports Menton, ausgeschieden, nachdem sie in den ersten landesweiten Runden je zwei Profivereine bezwungen hatten.
Nach den von den Regionalverbänden des Landesverbands FFF organisierten Qualifikationsrunden griffen ab der Runde der letzten 64 Mannschaften auch die 20 Erstligisten in den Wettbewerb ein. Die Spielpaarungen wurden für jede Runde frei ausgelost; in Zweiunddreißigstel- und Sechzehntelfinale fanden sämtliche Begegnungen auf neutralem Platz statt, die Einnahmen wurden geteilt. Endete eine Begegnung nach Verlängerung remis, wurde – dies eine Neuerung – nur noch ein Wiederholungsspiel ausgetragen, das ggf. durch Elfmeterschießen nach Verlängerung entschieden wurde. Vom Achtel- bis einschließlich des Halbfinals hingegen kam es zu Hin- und Rückspiel. Gab es dann einen Gleichstand der erzielten Treffer – wobei Auswärtstore nicht doppelt zählten –, wurde das Rückspiel verlängert. Gab es dann immer noch keinen Sieger, musste die Entscheidung im Strafstoßschießen herbeigeführt werden.

## Zweiunddreißigstelfinale
Spiele am 7., Wiederholungsmatches am 14. bzw. 17. Februar 1971. Die Vereine der beiden professionellen Ligen sind mit D1 bzw. D2 bezeichnet, diejenigen der landesweiten Amateurspielklasse mit CFA, die höchste regionale Amateurliga als DH („Division d’Honneur“).
| - Stade Rennes UC D1 – US Quevilly D2 4:1 - AS Monaco D2 – US Montélimar D2 2:0 - Stade Quimper D2 – AC Évreux CFA 1:0 - AS Nancy D1 – US Grand Boulogne D2 1:0 - FC Nantes D1 – FC Lorient D2 3:1 - OGC Nizza D1 – Olympique Nîmes D1 2:1 - RC Paris-Joinville D2 – US Le Mans D2 1:0 - US Valenciennes D1 – CA Lisieux DH 1:0 - Stade Reims D1 – CS Sedan D1 1:0 - AS Aix D2 – AC Ajaccio D1 3:1 - FC Rouen D2 – FC Limoges D2 1:0 - SC Saint-Cyr DH – FC Sète D2 1:0 - AS Saint-Étienne D1 – US Toulouse D2 3:2 - CA Mantes CFA – RCFC Besançon D2 4:1 - FC Sochaux D1 – AS Angoulême D1 5:0 - OSC Lille D2 – SCO Angers D1 3:1 | - RC Strasbourg-Meinau D1 – FC Metz D1 2:2 n. V., 2:2 n. V. (9:8 i. E.) - Montpellier-Littoral FC D2 – AS Béziers D2 2:2 n. V., 2:1 - Red Star OA D1 – AC Cambrai D2 1:1 n. V., 0:0 n. V. (3:2 i. E.) - US Dunkerque D2 – AS Aulnoye CFA 1:1 n. V., 3:2 - Rapid Omnisports Menton CFA – FC Gueugnon D2 2:1 - Olympique Lyon D1 – FC Bourges D2 1:0 n. V. - Olympique Avignon D2 – Bagnères-Luchon Sports CFA 3:0 - AS Strasbourg CFA – FC Saint-Louis 1911 CFA 3:1 - RC Lens D2 – Troyes Aube Football D2 5:1 - AAJ Blois D2 – CA Brantôme DH 6:0 - Entente Bagneaux-Fontainebleau-Nemours D2 – CA Mouzon CFA 1:1 n. V., 1:0 - Olympique Marseille D1 – SEC Bastia D1 3:0 - EDS Montluçon D2 – SO Cholet CFA 5:3 - Stella Maris Douarnenez DH – Stade Brest D2 0:0 n. V., 2:1 - CS Cuiseaux-Louhans CFA – Paris Saint-Germain D2 2:1 - Girondins Bordeaux D1 – FC Grenoble D2 1:1 n. V., 1:0 |

## Sechzehntelfinale
Spiele am 28. Februar, Wiederholungsmatches am 3. März 1971
| - Stade Rennes UC D1 – Entente Bagneaux-Fontainebleau-Nemours D2 2:0 - Rapid Omnisports Menton CFA – OGC Nizza D1 3:1 - Olympique Lyon D1 – CS Cuiseaux-Louhans CFA 2:1 - FC Nantes D1 – US Valenciennes D1 0:0 n. V., 1:0 - RC Paris-Joinville D2 – SC Saint-Cyr DH 0:0 n. V., 1:1 n. V. (3:1 i. E.) - AS Saint-Étienne D1 – OSC Lille D2 2:1 n. V. - Olympique Marseille D1 – RC Strasbourg-Meinau D1 1:0 - Montpellier-Littoral FC D2 – Stella Maris Douarnenez DH 3:0 | - Red Star OA D1 – Stade Reims D1 0:0 n. V., 1:0 - US Dunkerque D2 – RC Lens D2 2:1 - AS Monaco D2 – Olympique Avignon D2 1:0 - AS Nancy D1 – FC Rouen D2 1:0 - AS Strasbourg CFA – FC Sochaux D1 1:2 - AAJ Blois D2 – EDS Montluçon D2 2:1 - CA Mantes CFA – Stade Quimper D2 1:0 - Girondins Bordeaux D1 – AS Aix D2 1:1 n. V., 2:0 |

## Achtelfinale
Hinspiele am 27./28. März, Rückspiele zwischen 9. und 11. April 1971
| - Stade Rennes UC D1 – CA Mantes CFA 1:0, 1:1 - Rapid Omnisports Menton CFA – US Dunkerque D2 2:1, 0:2 - RC Paris-Joinville D2 – AAJ Blois D2 0:1, 1:5 - AS Saint-Étienne D1 – Olympique Lyon D1 2:0, 0:3 | - Olympique Marseille D1 – Red Star OA D1 1:0, 1:0 - Montpellier-Littoral FC D2 – AS Monaco D2 1:4, 1:1 - FC Sochaux D1 – FC Nantes D1 2:0, 1:1 - Girondins Bordeaux D1 – AS Nancy D1 2:0, 1:2 |

## Viertelfinale
Hinspiele zwischen 30. April und 2. Mai, Rückspiele am 5. Mai 1971
| - Olympique Lyon D1 – US Dunkerque D2 3:1, 3:2 - Olympique Marseille D1 – AAJ Blois D2 9:1, 4:2 | - AS Monaco D2 – Stade Rennes UC D1 2:0, 0:4 - FC Sochaux D1 – Girondins Bordeaux D1 2:1, 1:0 |

## Halbfinale
Hinspiele am 27./28. Mai, Rückspiele am 1. Juni 1971
| - Olympique Marseille D1 – Stade Rennes UC D1 1:0, 1:2 n. V. (1:3 i. E.) | - FC Sochaux D1 – Olympique Lyon D1 0:1, 1:1 |

## Finale
Spiel am 20. Juni 1971 im Stade Olympique Yves-du-Manoir in Colombes vor 46.801 Zuschauern
- Stade Rennes UC – Olympique Lyon 1:0 (0:0)

### Mannschaftsaufstellungen
Stade Rennes UC: Marcel Aubour – Alain Cosnard, René Cédolin, Zygmunt Chlosta, Louis Cardiet  – Pierre Garcia, Velimir Naumović – André Guy, Raymond Kéruzoré, André Betta, Robert Rico
Trainer: Jean Prouff
Olympique Lyon: Yves Chauveau – Raymond Domenech, Ljubomir Mihajlovic, Jean Baeza, Robert Valette (Bernard Lhomme, 79.) – André Perrin, Georges Prost, Serge Chiesa – François Félix, Fleury Di Nallo , Daniel Ravier
Trainer : Aimé Mignot
Schiedsrichter: René Vigliani (Arles)

### Tore
1:0 Guy (63., per Elfmeter)

### Besondere Vorkommnisse
Bei Stade Rennes UC waren aus der Pokalsiegermannschaft von 1965 nur noch Cardiet, Cédolin und Trainer Prouff dabei. Dafür hatten zwei ehemalige Spieler von Olympique Lyon maßgeblichen Anteil am Erfolg ihres neuen Vereins: Torhüter Aubour, der während des Endspiels neben seinem Kasten mit den Artischocken jonglierte, mit denen ihn Lyons Anhänger bewarfen, hatte schon beim entscheidenden Elfmeterschießen im Halbfinale drei Strafstöße von Marseiller Spielern abgewehrt, darunter auch den von Josip Skoblar. Und Torjäger Guy, erst in der Winterpause an Rennes ausgeliehen, erzielte sechs Treffer in seinen sieben Pokaleinsätzen, darunter auch das Tor des Tages im Finale, obwohl der zuvor selbst gefoulte Stürmer bei seinem Elfmeter mehr in den Boden als gegen das Spielgerät trat.